# Sarah Gadon
Sarah Lynn Gadon (Toronto, 4 april 1987) is een Canadees actrice.

## Biografie
Sarah Gadon werd in 1987 geboren in Toronto, Ontario en volgde reeds op jeugdige leeftijd danslessen, onder andere bij The National Ballet School of Canada en als studente bij de Claude Watson School for the Performing Arts. Ze behaalde haar graduaat op de Vaughan Road Academy en eindigde in 2014 haar studies op het Cinema Studies Institute van de universiteit van Toronto.
Op tienjarige leeftijd speelde ze haar eerste rolletje in de televisieserie La Femme Nikita en speelde daarna met regelmaat in televisieseries en -films. In 2001 werd ze samen met de volledige cast van de film The Other Me genomineerd voor de Young Artist Award (Best Ensemble in a TV movie). In 2012 kreeg Gadon de Vancouver Film Critics Circle-prijs voor "beste vrouwelijke bijrol in een Canadese film" voor haar rol in Cosmopolis en in 2014 de Canadian Screen Award voor "beste vrouwelijke bijrol" in de film Enemy.

## Filmografie

### Films
- 2003 : Fast food High : Zoe
- 2004 : Siblings : Margaret
- 2007 : Charlie Bartlett : Priscilla
- 2007 : Burgeon and Fade : Haley (court métrage)
- 2008 : Grange Avenue : Julia MacMillan (korte film)
- 2008 : Spoliation : Gabriella (korte film)
- 2009 : Leslie, my name is Evil : Laura
- 2011 : A Dangerous Method : Emma Jung
- 2011 : The Moth Diaries : Lucie
- 2011 : Dream House : Cindi
- 2012 : BearHug : Madison (korte film)
- 2012 : Antiviral : Hannah Geist
- 2012 : Cosmopolis : Elise Shifrin
- 2013 : Belle : Elizabeth Murray
- 2013 : Enemy : Helen Bell
- 2014 : The Nut Job : Lana (stem)
- 2014 : The Amazing Spider-Man 2 : Kari
- 2014 : Maps to the Stars : Clarice Taggart
- 2014 : Dracula Untold: Mirena
- 2015 : A Royal Night Out : Prinses Elizabet
- 2016 : Indignation: Olivia Hutton
- 2020 : Vampires vs The Bronx: Vivian

### Televisie

#### Televisieseries
- 1998 : La Femme Nikita : Julia
- 1999 : Are You Afraid of the Dark? : Monica
- 2000 : Mattimeo : A Tale of Redwall : Cynthia Vole / Tess Churchmouse (stem)
- 2000 : Twice in a Lifetime : Laura Burnham (jong)
- 2000 : Ina Heartbeat : Jennifer
- 2002 : The Strange Legacy of Cameron Cruz : Lucy Montgomery
- 2002 : Mutant X : Catherine Hartman
- 2003 : Doc : Terri Lewis
- 2003 : My Dad the Rock Star : Alyssa (stem)
- 2004 : This Is Wonderland: Zoe Kelsey
- 2004 : Dark Oracle : Claudia
- 2004 : The Eleventh Hour : Cassie Redner
- 2005 : Time Warp Trio : Jodie (stem)
- 2005 : Life with Derek : Vickie
- 2006 - 2007 : Ruby Gloom : Ruby Gloom (stem)
- 2007 - 2009 : Friends and Heroes : Portia (stem)
- 2007 - 2010 : Total Drama : Beth (stem)
- 2008 : Flashpoint : Tasha Redford
- 2008 - 2009 : The Border : Zoe Kessler
- 2009 : Aaron Stone : Dr. Martin
- 2009 : Being Erica : Katie Atkins
- 2009 - 2011 : Murdoch Mysteries : Ruby Ogden
- 2010 : Happy Town : Georgia Bravin
- 2010 : The Dating Guy : Darlene (stem)
- 2012 : World Without End : Philippa
- 2016 : 11.22.63 : Sadie
- 2017 : Alias Grace : Grace Marks

#### Televisiefilms
- 2000 : The Other Me : Heather
- 2001 : What Girls Learn : Samantha
- 2002 : Cadet Kelly : Amanda
- 2002 : Mom's on Strike : Jessica Harris
- 2002 : Society's Child : Nikki Best (stem)
- 2005 : Code Breakers : Julia Nolan
- 2008 : The Cutting Edge 3: Chasing the Dream : Celeste Mercier